# Övre Sätersjön
Övre Sätersjön är en sjö i Härjedalens kommun i Härjedalen och ingår i Ljusnans huvudavrinningsområde. Sjön har en area på 0,191 kvadratkilometer och ligger 559,4 meter över havet.

## Delavrinningsområde
Övre Sätersjön ingår i det delavrinningsområde (687362-142131) som SMHI kallar för Ovan 687421-142346. Medelhöjden är 578 meter över havet och ytan är 4,28 kvadratkilometer. Det finns inga avrinningsområden uppströms utan avrinningsområdet är högsta punkten. Vattendraget som avvattnar avrinningsområdet har biflödesordning 3, vilket innebär att vattnet flödar genom totalt 3 vattendrag innan det når havet efter 250 kilometer. Avrinningsområdet består mestadels av skog (43 procent) och sankmarker (29 procent). Avrinningsområdet har 0,3 kvadratkilometer vattenytor vilket ger det en sjöprocent på 7,1 procent.